# Kōra-taisha

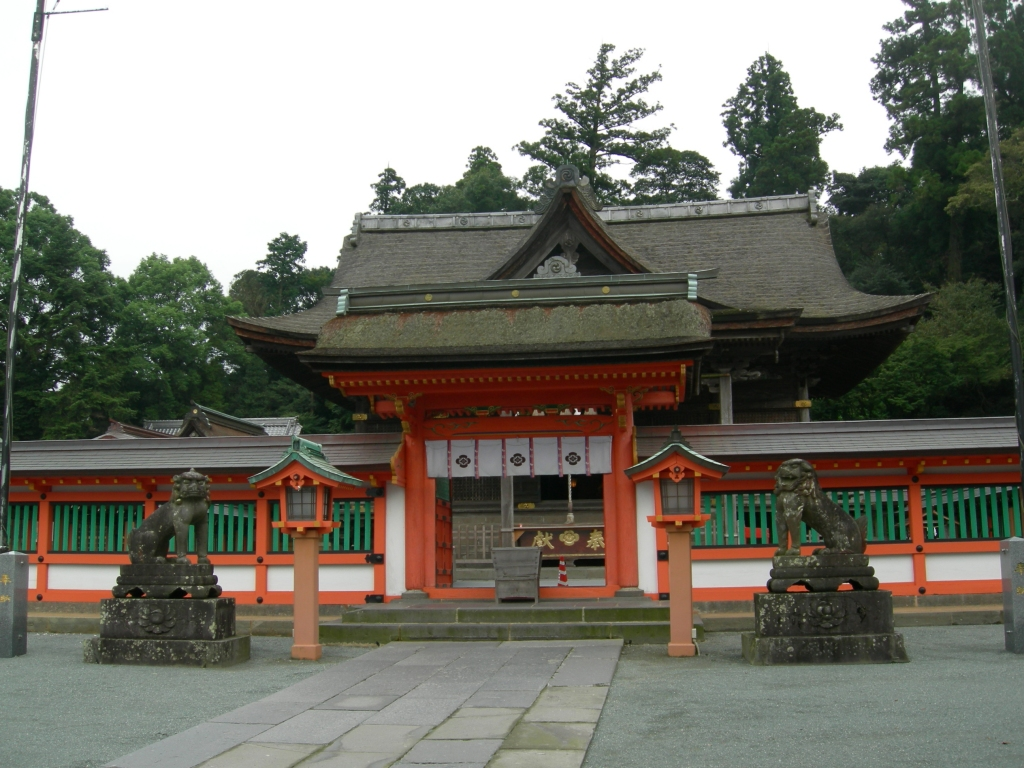
Kōra-taisha à Kurume.

Le Kōra-taisha (高良大社) est un sanctuaire shinto situé à Kurume, préfecture de Fukuoka au Japon. Fondé au Ve siècle, il est mentionné dans le Engishiki. C'était un des plus importants sanctuaires de la province de Chikugo,

## Bâtiments
Le torii de 1654 et les honden, haiden et heiden de 1661 ont été classés biens culturels importants,.